# Belphegor
I Belphegor sono una band blackened death metal austriaca, nata nel 1991 a Puch bei Hallein, presso Salisburgo. Prendono nome dal diavolo Belfagor.

## Storia del gruppo

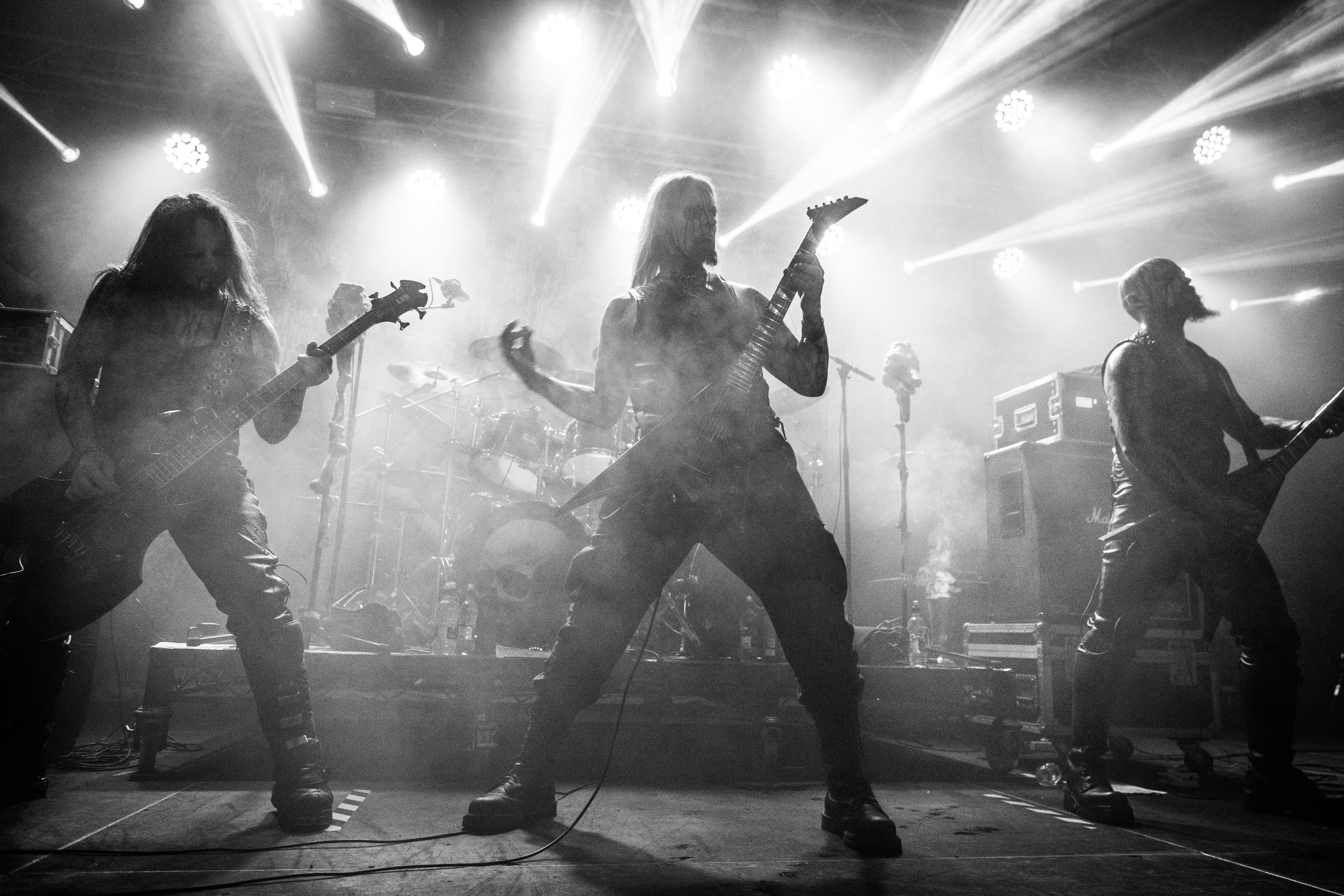
I Belphegor in concerto all'Eistnaflug nel 2016

Dopo essersi formati nel 1991, nel 1992 pubblicano la demo Bloodbath in Paradise, che circola nell'underground e che fa guadagnare una reputazione, soprattutto per i blast beat che creano un muro sonoro. 
Nel 1994 pubblicano la seconda demo Obscure and Deep, ma nel 1995 esce il primo album dopo le due demo di successo nell'underground,The Last Supper , realizzato con la Lethal Records considerato dai fan come il migliore album del gruppo.

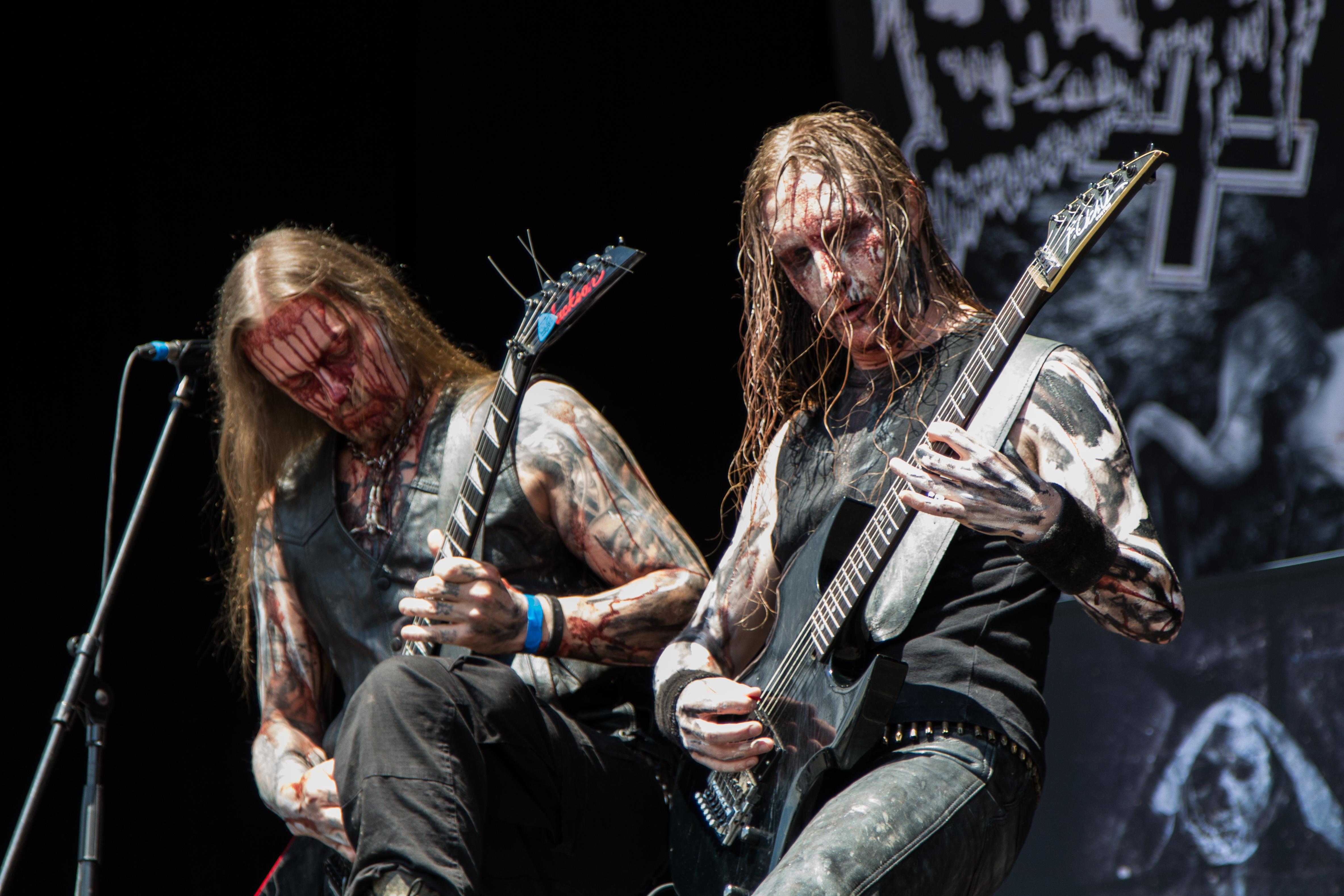
Helmuth Lehner e Schoft

Nel 1997 con la Last Episode Records fanno uscire il secondo album, Blutsabbath dove aumentano la loro reputazione anticristiana e satanista. 
Nel 2000 esce il terzo album Necrodaemon Terrorsathan, dove il loro satanismo è indirizzato contro la Libreria Vaticana.
Nel 2002 per celebrare i 10 anni del gruppo, pubblicano il live Infernal Live Orgasm con la loro etichetta Phallelujah Productions. 
Nel 2003 col produttore Alex Krull registrano ai Mastersound Studios il loro quarto album in studio Lucifer Incestus e nel 2005 entrano nuovamente in studio per registrare  Goatreich - Fleshcult con la Napalm Records, e nel 2006 esce l'album, Pestapokalypse VI con la Nuclear Blast.

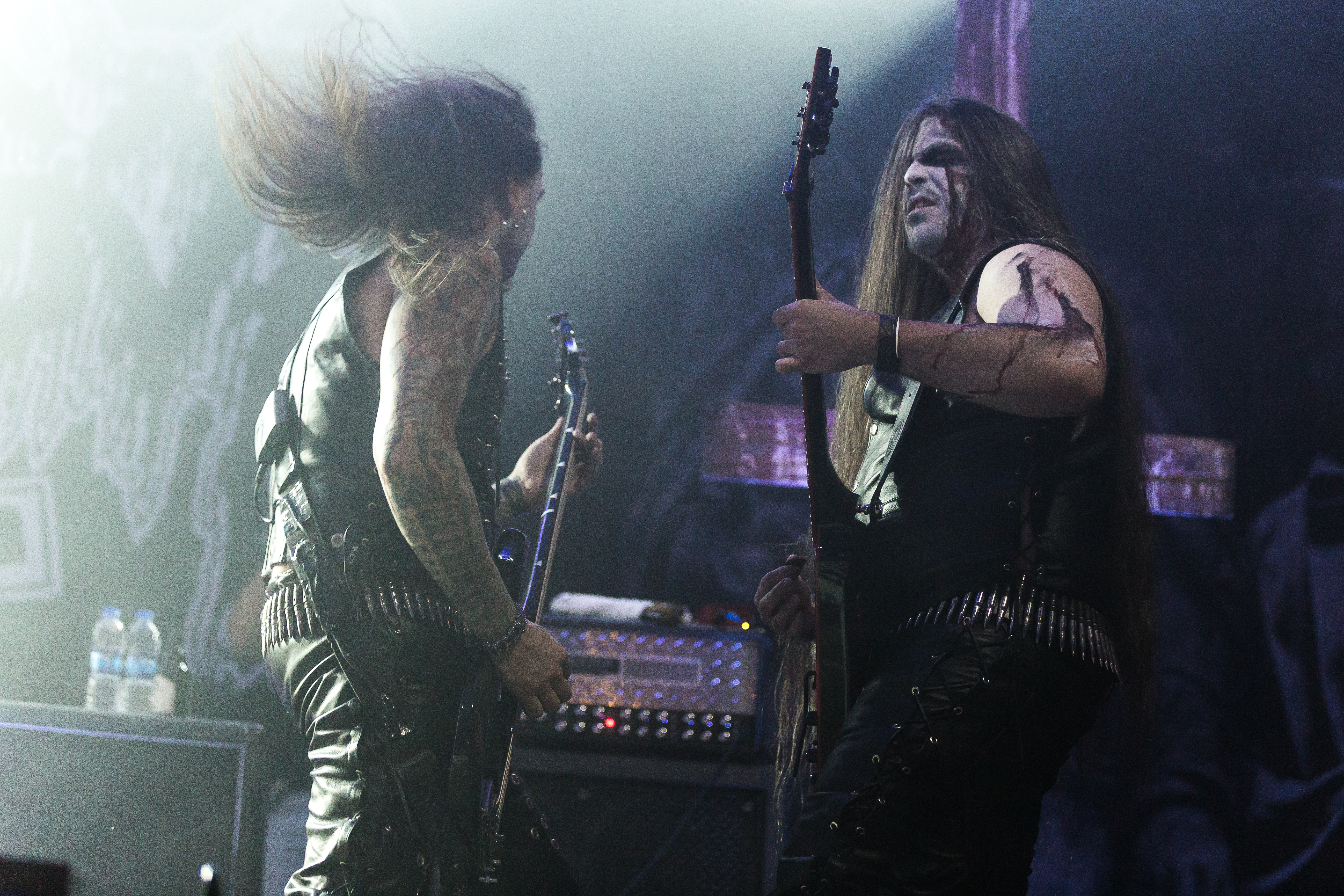
Ricardo Falcon e Serpenth al With Full Force Festival 2018

Nel febbraio-marzo 2007 la band è in tour in Nord America con gli Unleashed, i Krisiun e gli Hatesphere e ad agosto 2007 suonano al  Wacken Open Air in Germania. Nell'Aprile 2008 fa la comparsa il loro settimo album Bondage Goat Zombie, sempre sotto etichetta Nuclear Blast. Il loro penultimo album, che si intitola Walpurgis Rites - Hexenwahn è stato pubblicato nell'ottobre 2009, mentre il loro più recente lavoro, "Blood Magik Necromance" vede la luce nel 2011.
Nel 2022 Serpenth lascia la band per non meglio precisati problemi di salute

## Formazione
- Helmuth - voce, chitarra
- Sigurd - chitarra
- Serpenth - basso
- Martin "Marthyn" Jovanovic - batteria
- Bernth - chitarra session

## Ex componenti

### Bassisti
- Marius (Pungent Stench)
- Maxx
- Barth
- A-X
- Robin Eaglestone (ex-Criminal, ex-Grimfist, ex-Cradle of Filth)

### Batteristi
- Torturer
- Chris
- Man
- Nefastus
- Tony Laureano (Nile, Dimmu Borgir, Malevolent Creation, 1349)

## Discografia

### Album in studio
- 1995 - The Last Supper
- 1997 - Blutsabbath
- 2000 - Necrodaemon Terrorsathan
- 2003 - Lucifer Incestus
- 2005 - Goatreich - Fleshcult
- 2006 - Pestapokalypse VI
- 2008 - Bondage Goat Zombie
- 2009 - Walpurgis Rites - Hexenwahn
- 2011 - Blood Magick Necromance
- 2014 - Conjuring the Dead
- 2017 - Totenritual
- 2022 - The Devils

### Live
- 2002 - Infernal Live Orgasm

### EP
- 1992 - Bloodbath in Paradise
- 1994 - Obscure and Deep